# Кльотильдзін
Кльотильдзін (пол. Klotyldzin, нім. Klothildenhof) — село в Польщі, у гміні Марґонін Ходзезького повіту Великопольського воєводства.
У 1975-1998 роках село належало до Пільського воєводства.